# Srebreno
Srebreno je naselje na Hrvaškem, ki upravno spada pod občino Župa dubrovačka; le-ta pa spada pod Dubrovniško-neretvansko županijo.
Naselje Srebreno, prej Srebrno, leži na obali Župskega zaljeva med naselji Mlini (0,8 km) in Kupari (0,9 km) okoli 10 km jugovzhodno od Dubrovnika. Ime naselja je nastalo iz latinske besedne zveze sub Breno, ki je nakazovala lego nekdanjega naselja, to je da leži pod glavnim delom Župe (lat. Brenum).  V starih listinah se prvič omenja leta 1294, ko je del zemljišča tu pripadal benediktinskemu samostanu otoka z Mrkan.  V naselju stojita cerkev Srce Isusovo postavljena leta 1912 in kapela sv. Nikola iz 16. stoletja.

## Demografija
| Pregled števila prebivalcev po letih | Pregled števila prebivalcev po letih | Pregled števila prebivalcev po letih | Pregled števila prebivalcev po letih | Pregled števila prebivalcev po letih | Pregled števila prebivalcev po letih | Pregled števila prebivalcev po letih | Pregled števila prebivalcev po letih | Pregled števila prebivalcev po letih | Pregled števila prebivalcev po letih | Pregled števila prebivalcev po letih | Pregled števila prebivalcev po letih | Pregled števila prebivalcev po letih | Pregled števila prebivalcev po letih | Pregled števila prebivalcev po letih |
| ------------------------------------ | ------------------------------------ | ------------------------------------ | ------------------------------------ | ------------------------------------ | ------------------------------------ | ------------------------------------ | ------------------------------------ | ------------------------------------ | ------------------------------------ | ------------------------------------ | ------------------------------------ | ------------------------------------ | ------------------------------------ | ------------------------------------ |
| 1857                                 | 1869                                 | 1880                                 | 1890                                 | 1900                                 | 1910                                 | 1921                                 | 1931                                 | 1948                                 | 1953                                 | 1961                                 | 1971                                 | 1981                                 | 1991                                 | 2001                                 |
| 33                                   | 0                                    | 22                                   | 26                                   | 27                                   | 26                                   | 0                                    | 0                                    | 49                                   | 92                                   | 109                                  | 116                                  | 0                                    | 0                                    | 546                                  |